# Loncopué (departement)
Loncopué is een departement in de Argentijnse provincie Neuquén. Het departement (Spaans:  departamento) heeft een oppervlakte van 5.506 km² en telt 6.457 inwoners.

## Plaatsen in departement Loncopué
- Cajón de Almanza
- Chorriaca
- Huarenchenque
- Huitrin
- Hunca
- Loncopué
- Muchilinco
- Pichaihue
- Quintuco